# فلورين برونيا
فلورين برونيا (بالرومانية: Florin Prunea)‏ مواليد 8 أغسطس 1968 في بوخارست، رومانيا، هو لاعب كرة قدم روماني دولي سابق كان يلعب كحارس مرمى. اعتزل اللعب عام 2006 مع ناتسيونال بوخارست. سبق له أن لعب في كأس العالم لكرة القدم مع منتخب بلاده. بدأ مسيرته الرياضية عام 1985 مع دينامو بوخارست. لعب خلال مسيرته 403 مباريات سجل خلالها 0 أهداف.

## روابط خارجية
- فلورين برونيا على موقع IMDb (الإنجليزية)

- فلورين برونيا على موقع اتحاد تركيا (لاعب) (الإنجليزية)
- فلورين برونيا على موقع قاعدة بيانات كرة القدم.إي يو (الإنجليزية)
- فلورين برونيا على موقع ناشيونال فوتبول تيمز (الإنجليزية)
- فلورين برونيا على موقع عالم كرة القدم.نت (الإنجليزية)